# Contea di Jewell
La contea di Jewell in inglese Jewell County è una contea dello Stato del Kansas, negli Stati Uniti. La popolazione al censimento del 2000 era di 3 791 abitanti. Il capoluogo di contea è Mankato